# Кампания c парадного крыльца
Кампания с парадного крыльца (англ. Front porch campaign) — вид предвыборной технологии в избирательной кампании во время президентской гонки в США, когда кандидат остаётся дома или вблизи него, где выступает с предвыборными речами перед сторонниками. В основном, кандидат не разъезжает по стране и не ведёт активную предвыборную кампанию. Примерами самых известных «кампаний с парадного крыльца» являются успешные президентские кампании Джеймса Гарфилда, Бенджамина Гаррисона и Уильяма Мак-Кинли.

## Появление и развитие
Впервые была употреблена конгрессменом от 19 округа Огайо Джеймсом Гарфилдом во время своего участия в президентской кампании 1880 года. Он остановился в своём частном доме в Менторе, на крыльце которого принимал прибывающие делегации и откуда выступал с речами. Прибегание к такой форме ведения избирательной кампании стало возможным по причине неуместности в время Позолоченного века проводить предвыборную агитацию, крайне важную для кандидата. На мероприятиях избирательной кампании по всей стране представляли председатель нью-йоркского комитета Республиканской партии США и напарник Гарфилда по гонке Честер Артур и сенатор США от Нью-Йорка Роскоу Конклинг. Поскольку выдвижение Гарфилда было от Республиканской партии США, то и её закономерно принято считать главным инициатором внедрения этой технологии в избирательном процессе в США.

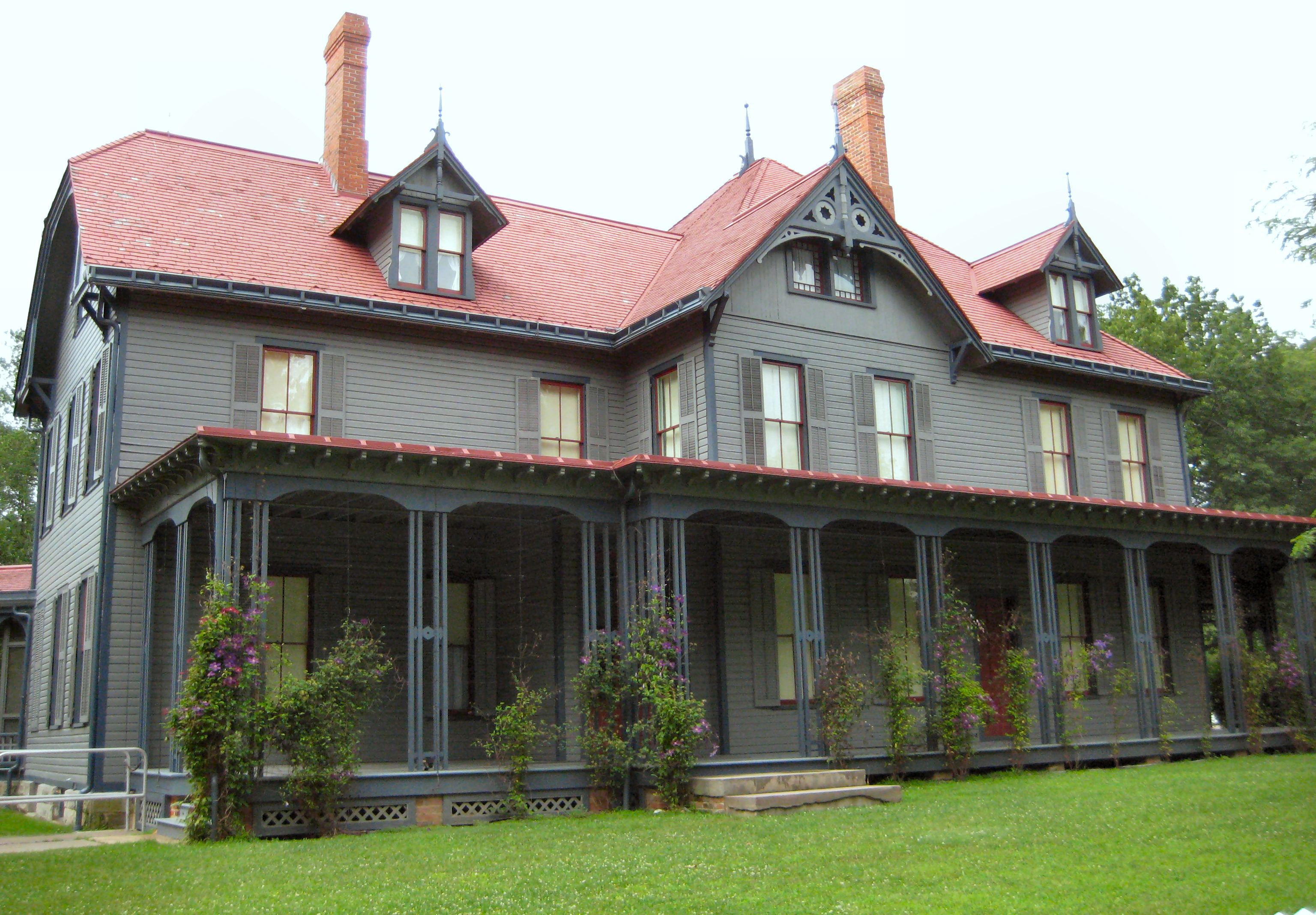
Дом, с крыльца которого Джеймс Гарфилд вёл «кампанию с парадного крыльца» в 1880 году. Вид 2009 года.

Технология Гарфилда оказалась настолько успешной, что её скопировали Бенджамин Гаррисон и Гровер Кливленд для своих избирательных кампаний на президентских выборах 1888 года, а также Уильям Мак-Кинли в 1896 году. Гаррисон выбрал эту форму ведения избирательной кампании отчасти потому, что его частный дом находился в колеблющемся штате. Его кампания у крыльца оказалась знаковой, поскольку за последние шесть недель кампании он произнёс с крыльца до 90 речей перед 300 000 слушателей. 

## Кампания Мак-Кинли

Делегация, посещающая кандидата в Президенты США от Республиканской партии Уильяма Мак-Кинли в Кантоне, октябрь 1896 года.

Мак-Кинли подражал тактике Гаррисона, выступая перед своим домом в Кантоне в период  президентских выборов 1896 года, несмотря на давление внутри партии с требованием совершать поездку по стране с предвыборным туром наравне со своим основным соперником от Демократической партии Уильямом Брайаном. Председатель Республиканского национального комитета и крупнейший спонсор Мак-Кинли Марк Ханна был главным руководителем кампании у парадного крыльца, собирая группы посетителей из разных штатов и договариваясь о скидках на проезд по железной дороге до дома Мак-Кинли, а также собирая многомиллионные пожертвования. Всего Мак-Кинли выступил с более чем 300 речами, опубликованными в газетах по всей стране, в ходе которых к нему обратились в общей сложности 750 000 слушателей. В составы делегаций для встречи с Мак-Кинли тщательно отбирались сторонники, которые должны были о нём на выступлениях говорить позитивно. «Кампания с парадного крыльца» кандидата Мак-Кинли сильно выделялась на фоне кампании кандидата Брайана, разъезжавшего по США с предвыборным туром на поезде и произнёсшего более 600 речей. Исследования 2022 года показали, что усилия Брайана помогли повысить собственный рейтинг всего на один процентный пункт. И хотя после этого термин «кампания с парадного крыльца» вошел в обиход, готовность населения совершать частые дальние поездки по политическим причинам снизилась и было отдано предпочтение освещению политических споров в газетах и встречам с кандидатами в рамках предвыборных туров вновь.

## Кампании других кандидатов

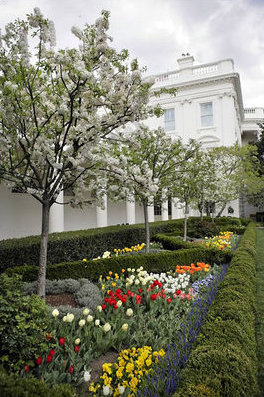
Розарий Белого дома. Вид 2006 года.

Другим президентом, известным своей «кампанией с парадного крыльца», был Уоррен Гардинг. Несколько недель лета своей президентской кампании он проводил на крыльце. Большим сходством с «кампанией с парадного крыльца» отличались предвыборные кампании некоторых переизбирающихся американских президентов XX века, известные под названием «кампаний розария» по их месту проведения. К ним относятся избирательные кампании Франклина Рузвельта 1936, 1940 и 1944 годов, связанные, в первую очередь, с ухудшением здоровья кандидата. Также к «кампаниям розария» принято относить переизбрание Ричарда Никсона в 1972 году и Рональда Рейгана — в 1984 году, а также кампанию Джимми Картера в 1980 году.
В ходе предвыборной кампании 2000 года Джордж Буш-младший, проводил «кампанию с парадного крыльца». Он пригласил сторонников на своё ранчо в Кроуфорде, где он произнёс речи и позировал для фотосессий.
Летом 2020 году президентская кампания Джо Байдена перешла на стиль «кампании с парадного крыльца», иногда называемый «кампанией в подвале». Он использовал технологию видеоконференцсвязи для сбора средств и выступлений перед сторонниками и средствами массовой информации из своего дома в Делавэре во время пандемии COVID-19, учитывая введение режима домашнего пребывания и его личного убеждения, что митинги представляют опасность для здоровья населения.
По той же причине и его соперник на выборах, 45-й Президент США Дональд Трамп предпочёл позицию «кампании с парадного крыльца».